# لئونگ نوک هانگ
لئونگ نوک هانگ (انگلیسی: Leung Nok Hang؛ زادهٔ ۱۴ نوامبر ۱۹۹۴) بازیکن فوتبال اهل هنگ کنگ است.
از باشگاه‌هایی که در آن بازی کرده‌است می‌توان به اشاره کرد.
وی همچنین در تیم‌های ملی فوتبال زیر ۲۳ سال هنگ کنگ و هنگ کنگ بازی کرده‌است.